# Texianen
Texianen waren de inwoners van Mexicaans-Texas en later de Republiek Texas. Tegenwoordig wordt de term specifiek gebruikt om Engels sprekende kolonisten van Texas, met name zij die de Texaanse Revolutie steunden, te onderscheiden van Tejano's, de Mexicaanse kolonisten van Texas in hetzelfde tijdperk. Inwoners van het huidige Texas staan bekend als Texanen.

## Geschiedenis

### Volksplanting
Door de eeuwen heen zijn er vele groepen immigranten naar Texas getrokken. In eerste instantie betrof het voornamelijk Spanjaarden. Later volgden ook de Fransen en Engelsen en in de decennia voorafgaand aan de onafhankelijkheidsverklaring van Texas in 1836, trokken ook groepen vanuit de huidige landen Duitsland, Nederland, Zweden, Ierland, Schotland en Wales naar de regio. Om deze reden werd het gebruik van de term vóór de Texaanse Revolutie niet beperkt tot slechts de blanke Engels sprekende immigranten. In plaats daarvan had het betrekking op iedere inwoner van Texas, ongeacht diens afkomst of taal.
Van 1834 tot 1836 werd een Texiaans leger op de been gebracht om te dienen in de strijd voor onafhankelijkheid van Mexico, dat twee decennia eerder zelf onafhankelijk was geworden van Spanje. Het Texiaanse leger was divers en bestond uit militairen van vele verschillende landen en staten. Onder de vrijwilligers vielen Tejano's en mensen uit de Zuidelijke Verenigde Staten en West-, Noord- en Centraal-Europa. In deze context verwijst de term naar inwoners van Texas die deelnamen aan de Texaanse Revolutie.

### Republiek Texas
De term was een door kolonisten van Texas veelgebruikt demoniem om de inwoners van de Republiek Texas aan te duiden. De president van de Republiek, Mirabeau B. Lamar, maakte regelmatig gebruik van de term om nationalisme onder de bevolking van Texas aan te wakkeren. Na verloop van tijd begon de term "Texaan" de voorkeur te krijgen boven "Texiaan" onder de Engels sprekende Amerikanen. In de Verenigde staten had de term "Texaan" beduidend de overhand en door de enorme toename van Amerikanen in Texas in de 19e eeuw als gevolg van de annexatie van het gebied, werd in 1850 "Texaan" de standaard. Nog tot in de 20e eeuw duidden veel van degenen die de revolutie en de republiek mee hadden gemaakt zichzelf aan met de oude benaming.